# Forêt de Turini
Pour les articles homonymes, voir Turini.
La forêt de Turini est une forêt située dans le département des Alpes-Maritimes en France sur les communes de La Bollène-Vésubie et de Moulinet. Elle est traversée par le Col de Turini.
Une partie de la forêt (secteur Pra d'Alart) était encore jusque dans les années 1900, une propriété privée (ancienne famille  anonyme de la Bollène-Vésubie).